# Indochinesische Halbinsel

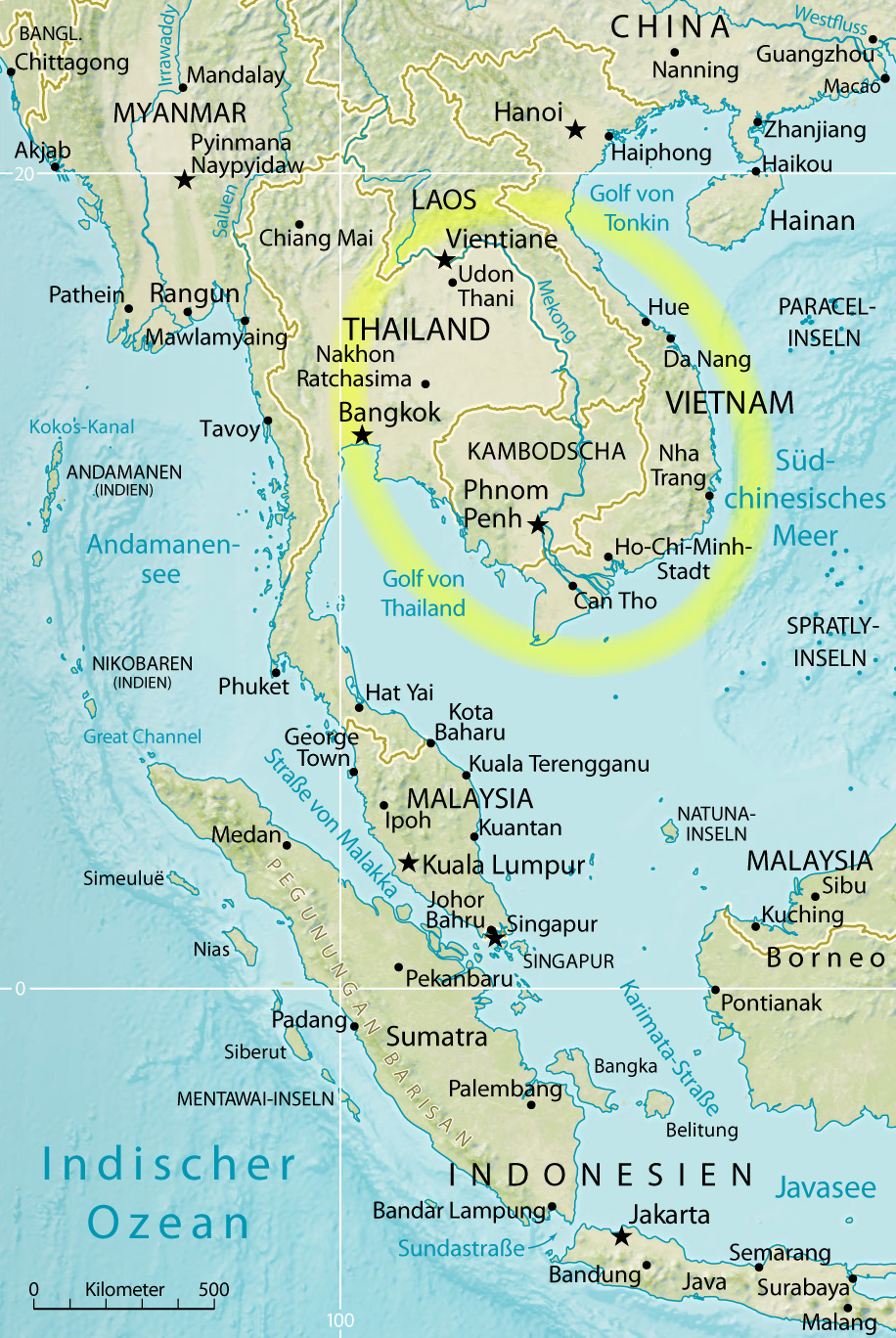
Lage der Indochinesischen Halbinsel

Die Indochinesische Halbinsel ist eine Halbinsel in Teilbereichen Hinterindiens in Südostasien, welche dessen Festlandbereiche umfasst, die in das Südchinesische Meer hineinragen. Die Benennung ist abgeleitet von der Bezeichnung der früheren französischen Kolonie „Französisch-Indochina“, die weite Teile der Halbinsel umfasste.

## Geographie
Die Indochinesische Halbinsel liegt zwischen dem Golf von Thailand und dem Golf von Tonkin, beides Golfe des Südchinesischen Meeres, das wiederum ein Randmeer des Pazifiks ist. Sie umfasst das komplette Kambodscha, den südlichen Teil von Laos, den östlichen Teil von Thailand, der südöstlich der gedachten geraden Verbindungslinie von Bangkok zum Nordwestende des Golfs von Tonkin liegt, sowie den Mittel- und Südteil von Vietnam. 
Im Norden bzw. Nordwesten geht die Indochinesische Halbinsel in den eigentlichen asiatischen Kontinent über. Im (Süd-)Westen grenzt sie bei Bangkok an die Malaiische Halbinsel, die westliche Begrenzung des Golfs von Thailand. Im Nordosten liegt jenseits des Golfs von Tonkin die chinesische Insel Hainan und jenseits des eigentlichen Südchinesischen Meeres liegt im Südosten die Insel Borneo, die zum Malaiischen Archipel gehört.

## Meere
An die Indochinesische Halbinsel grenzen: 
- Pazifischer Ozean
  - Südchinesisches Meer
    - Golf von Thailand
    - Golf von Tonkin

## Inseln
Vor der Indochinesischen Halbinsel liegen: 
- Dao Phu Quoc
- Ko Chang
- Ko Kut

## Staaten
Politisch ist die Indochinesische Halbinsel aufgeteilt in: 
- Kambodscha – komplettes Staatsgebiet
- Laos – südlicher Teil
- Thailand – östliche Teile von Zentralthailand und des Isan
- Vietnam – Mittel- und Südteil des Staatsgebietes, beginnend etwa südlich der Stadt Vinh